# Squalen

Förenklad version av steroidsyntesen som visar mellanleden isopentenylpyrofosfat (IPP), dimetylallylpyrofosfat (DMAPP) och geranylpyrofosfat (GPP) och squalen. Några mellanled har utelämnats.

Squalen är en naturligt förekommande organisk förening med 30 kolatomer som ursprungligen erhölls för kommersiella ändamål från hajleverolja (härav namnet: Squalus är namnet på det släkte till vilket bland annat pigghajen hör)), men numera används växtkällor (främst vegetabiliska oljor) också, exempelvis amarantfrön, ris, vetegroddar och oliver. Den finns också i hög koncentration i magoljan hos fåglar tillhörande Procellariiformes (till exempel stormfåglar). Alla växter och djur producerar squalen som ett biokemiskt mellanled, även människor.
Squalen är ett kolväte och en triterpen och det är en naturlig och viktig del av syntesen av alla steroler (inklusive kolesterol, steroidhormoner och vitamin D i människokroppen).
Squalen används till kosmetika, och på senare tid som en immunologisk adjuvant i vacciner. Squalen har antagits vara en viktig ingrediens i medelhavsdieten eftersom det kan vara en kemoprofylaktisk substans som skyddar mot cancer.

## Biosyntes
Två farnesylpyrofosfatmolekyler (som bildats från GPP + IPP) kondenseras (genom reduktion med NADPH under enzymet squalensyntas) och bildar en squalenmolekyl.

## Roll i steroidsyntesen
Hos djuren är squalen den biokemiska prekursorn till alla steroider. Oxidation (enzym squalenmonooxygenas) av en av squalens terminala dubbelbindningar ger 2,3-squalenoxid, som undergår enzymkatalyserad cyklisering vilket ger lanosterol, varifrån sedan kolesterol och andra steroider kan syntetiseras.
Hos växter är squalen en prekursor till stigmasterol och hos vissa svampar till ergosterol. Däremot producerar inte cyanobakterier och en del bakterier squalen och måste få det från omgivningen om de behöver det.

## Squalen hos hajar
Squalen är en förening med lägre densitet (855 g/l) än vatten och lagras ofta i kroppen, speciellt levern, hos broskfiskar som hajar, eftersom de saknar simblåsa och därför måste sänka sin densitet med hjälp av oljor och fetter. En trend att producera hälsokostprodukter innehållande squalen har lett till att hajar har kommit att fiskas för leverns skull. Miljöhänsyn och andra likartade skäl har därför motiverat att squalenet tas från vegetariska källor eller biosyntetiska processer i stället.